# Botanophila argyrometopa
Botanophila argyrometopa är en tvåvingeart som beskrevs av Zhong 1985. Botanophila argyrometopa ingår i släktet Botanophila och familjen blomsterflugor. Inga underarter finns listade i Catalogue of Life.